# Antrochalcis
Antrochalcis is een geslacht van vliesvleugeligen uit de familie bronswespen (Chalcididae). De wetenschappelijke naam van dit geslacht is voor het eerst geldig gepubliceerd in 1910 door Kieffer.

## Soorten
Het geslacht Antrochalcis is monotypisch en omvat slechts de volgende soort:
- Antrochalcis pictipennis Kieffer, 1910